# 越の華酒造
越の華酒造株式会社（こしのはなしゅぞう）は、かつて存在した新潟県の日本酒メーカー。清酒「越の華」を製造していた。2018年12月解散。

## 沿革
- 1870年（明治3年）- 創業。
- 1951年（昭和26年）- 会社設立。
- 2007年（平成19年）- オエノンホールディングスの傘下に入る。
- 2018年（平成30年）12月 - 解散。
- 2019年（令和元年）5月8日 - 登記閉鎖。

## 事業所
本社・新潟工場
- 〒950-0076 新潟市中央区沼垂西3丁目8-6

## 商品
- 越の華
- カワセミの旅　-　高橋酒造（長岡市）が継承
- 五位一本
- 酒に心あり